# Pedro Joseph Nathan
Pedro Joseph-Nathan (Ciudad de México, 17 de septiembre de 1941 - Ciudad de México, 4 de septiembre de 2022) fue un químico, ingeniero químico, investigador, catedrático y académico mexicano. Se especializó en los estudios de la química de productos naturales orgánicos, elucidación estructural, síntesis parcial y total, difracción de rayos X y relaciones estructura-espectro de la resonancia magnética nuclear, entre otros. 

## Estudios y docencia
Sus padres fueron el doctor Jorge Joseph. y Alicia Nathan. Cursó su educación secundaria y preparatoria en la Academia Militarizada “Ignacio Zaragoza” y en la Universidad Autónoma de Puebla. En la Ciudad de México ingresó a la Facultad de Química de la Universidad Nacional Autónoma de México (UNAM) en donde obtuvo los títulos de químico en 1963 y de ingeniero químico en 1964. Dos años más tarde obtuvo el doctorado en Ciencias Químicas.
En 1966, tras entrevistarse con el doctor Arturo Rosenblueth Stearns, fue nombrado profesor adjunto del Departamento de Química del Centro de Investigación y de Estudios Avanzados del Instituto Politécnico Nacional (Cinvestav).  En 1972 fue nombrado profesor titular y en 1996 fue nombrado profesor emérito. Recibió la distinción de ser profesor honorario de la Universidad Nacional Mayor de San Marcos en Lima, Perú y en la Universidad Nacional de Jujuy en Argentina. Ha impartido conferencias en Alemania, Argentina, Australia, Bolivia, Brasil, Chile, Colombia, Costa Rica, Ecuador, El Salvador, España, Estados Unidos, Guatemala, Honduras, Marruecos, Pakistán, Panamá, Paraguay, Perú, Portugal, Puerto Rico, República Checa, República Dominicana, Sudáfrica, Suecia, Turquía, Tailandia, Uruguay y Venezuela.

## Investigador y académico
En 1975 fue responsable de la instalación del primer espectrofotómetro de resonancia magnética nuclear operado por pulsos y transformada de Fourier en México. En 1982 fue responsable de la instalación del primer espectrofotómetro de absorción en el infrarrojo operado por transformada de Fourier en América Latina.  En 1985 fue responsable la instalación de un espectrofotómetro de dicroísmo circular vibracional.
En 1984, al crearse el Sistema Nacional de Investigadores, fue nombrado investigador nivel III, en  1996 fue nombrado Investigador Emérito y en 2003 fue nombrado Investigador Nacional de Excelencia. Fue miembro de la Academia Mexicana de Ciencias, de la Academia Nacional de Ciencias Farmacéuticas de México. Fue miembro correspondiente de la Academia de Artes y Ciencias de Puerto Rico, de la Academia Nacional de Farmacia y Bioquímica de Argentina, de la Academia Peruana de Farmacia, de la Academia Colombiana de Ciencias Exactas, Físicas y Naturales, de la Academia de Ciencias de América Latina con sede en Venezuela, de la Academia de Ciencias Farmacéuticas de Chile y miembro del Consejo Consultivo de Ciencias de la Presidencia de la República de México.

## Obras publicadas
Escribió más de 425 artículos científicos, varios libros sobre resonancia magnética nuclear. Fue miembro del Consejo Editorial de Planta Médica de 2000 a 2004 y fue miembro del Consejo Editorial de Magnetic Resonance in Chemistry desde el año 2000, revistas publicadas respectivamente en Alemania e Inglaterra. Fue coinventor de 5 patentes. Entre algunas de sus publicaciones se encuentran:
- Introducción a la resonancia magnética nuclear, en coautoría con Eduardo Díaz Torres.
- Análisis ópticos.
- Resonancia mangética nuclear de hidrógeno-1 y de carbono-13.
- Análisis electroquímicos.
- Separaciones cromatográficas.
- Métodos clásicos de separación.
- Elementos de resonancia magnética nuclear de hidrógeno en coautoría con Eduardo Díaz Torres.
- Pedro Joseph-Nathan: imagen y obra escogida.

## Premios y distinciones
- Premio Nacional de Ciencias Farmacéuticas “Doctor Leopoldo Río de la Loza” otorgado por la Asociación Farmacéutica Mexicana en 1975.
- Premio de Ciencias otorgado por la Academia de la Investigación Científica en 1978.
- Premio Nacional de Química y Ciencias Farmacéuticas, otorgado por el Gobierno de México en 1980.
- Premio Nacional de Química “Andrés Manuel del Río” otorgado por la Sociedad Química de México en 1986.
- Premio “Martín de la Cruz” otorgado por el Consejo de Salubridad General en 1989.
- Premio Científico “Luis Elizondo” otorgado por el Instituto Tecnológico y de Estudios Superiores de Monterrey en 1991.
- Premio Nacional de Ciencias y Artes en el área de Ciencias Físico-Matemáticas y Naturales por la Secretaría de Educación Pública en 1991.
- Doctor honoris causa por la Universidad Nacional de Tucumán en Argentina en 1995.
- Profesor Emérito por el Departamento de Química del Centro de Investigación y de Estudios Avanzados del Instituto Politécnico Nacional (Cinvestav) desde 1996.
- Premio “Arturo Rosenblueth” otorgado por el Cinvestav en 1998.
- Investigador Nacional Emérito, desde 2001 e Investigador Nacional de Excelencia, desde 2003, por el Sistema Nacional de Investigadores del Consejo Nacional de Ciencia y Tecnología.
- Premio “Dr. Mario Molina” otorgado por la Unión Química del Colegio Nacional de Ingenieros Químicos y Químicos, el Instituto Mexicano de Ingenieros Químicos y la Sociedad Química de México en 1999.
- Premio “Ing. Ernesto Ríos del Castillo” otorgado por el Colegio Nacional de Ingenieros Químicos y de Química en 2003.
- Doctor honoris causa por la Universidad Michoacana de San Nicolás de Hidalgo en 2011.
- Doctor honoris causa por la Universidad de Magallanes de Chile en 2011.[6]

Además, recibió medallas universitarias por la Universidad Central del Ecuador en 1976, la Universidad Nacional Autónoma de México en 1982, la Universidad Nacional Mayor de San Marcos de Lima en 1985, la Universidad Nacional de Tucumán de Argentina en 1995 y la Universidad de Magallanes de Chile en 2011.